# Otto von Böhtlingk
Otto Nicolaus Böhtlingk (sedermera von Böhtlingk), född den 30 maj 1815 i Sankt Petersburg, död den 1 april 1904 i Leipzig, var en tysk orientalist, en av sin samtids mest bemärkta språkforskare. Han var farbror till Arthur Böhtlingk.
Böhtlingk föddes i Petersburg av tyska föräldrar. Han studerade i Petersburg, Berlin och Bonn, blev 1842 adjunkt vid och 1855 medlem av vetenskapsakademien i Petersburg, flyttade med ryska regeringens tillstånd 1868 till Jena och 1885 som professor emeritus till Leipzig.
På femtionde årsdagen av sin doktorsdisputation hedrades Böhtlingk med en "Festgruss" (1888), innehållande vetenskapliga uppsatser av Tysklands förnämsta sanskritister.